# زفارتافاترلاند
زفارتافاترلاند Zwartewaterland  (وتعني أرض المياه السوداء) هي بلدية ومدينة بمقاطعة أوفرآيسل بهولندا.

## طوبوغرافيا
خريطة طوبوغرافية هولندية لبلدية زفارتافاترلاند، سبتمبر 2014، (تقرأ بعد ثلاث نقرات على الخريطة).